# عزيز صديقوف
عزيز صديقوف ، لاعب كرة قدم قيرغيزستاني. ولد في 23 يونيو 1992.
و هو يلعب مع منتخب قيرغيزستان ت-23 نة لكرة القدم.

## روابط خارجية
- عزيز صديقوف على موقع قاعدة بيانات كرة القدم.إي يو (الإنجليزية)
- عزيز صديقوف على موقع ناشيونال فوتبول تيمز (الإنجليزية)
- عزيز صديقوف على موقع Soccerway.com (الإنجليزية)